# What You Need (INXS)
What You Need is een nummer van de Australische rockband INXS uit 1986. Het is de derde single van hun vijfde studioalbum Listen Like Thieves.

## Achtergrondinformatie
Nadat de opnames van "Listen Like Thieves" waren afgerond en INXS het album liet inspecteren door hun label, merkte producer Chris Thomas op dat er "nog een hit mistte" op het album. Hierop dook INXS opnieuw de studio in om een hitgevoelig nummer op te nemen, wat ze uiteindelijk diezelfde dag nog voor elkaar kregen. De werktitel voor het nummer was "Funk Song No. 13", maar de definitieve titel werd "What You Need".
"What You Need" werd inderdaad een grote hit in INXS' thuisland Australië, waar het de 2e positie bereikte. Ook in Amerika was de plaat zeer succesvol. In Nederland deed het nummer niets in de hitlijsten, maar werd het wel een radiohit.

## Tracklijst
- 7"

1. "What You Need" – 3:35
2. "Sweet As Sin" – 2:20

- 12"

1. "What You Need" (Remix) – 5:35 (Remix: Nick Launay)
2. "Sweet As Sin" – 2:21
3. "What You Need" (Live) – 3:56
4. "The One Thing" (Live) – 3:31